# Història dels escacs

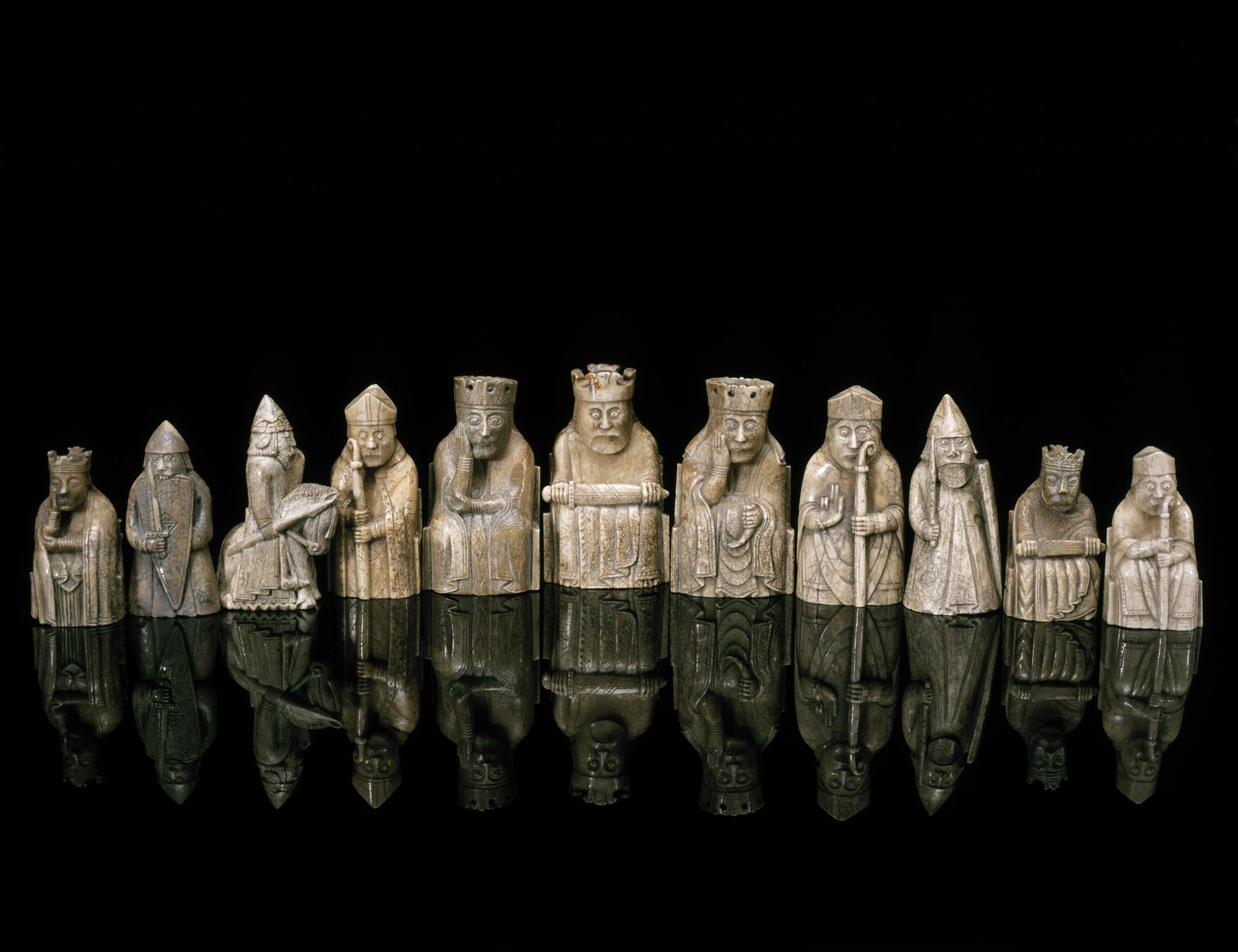
Els escacs de Lewis del segle XII a la col·lecció del Museu Nacional d'Escòcia

La història dels escacs es pot remuntar a fa gairebé 1.500 anys fins al seu primer predecessor conegut, anomenat xaturanga, a l'Índia ; la seva prehistòria és objecte d'especulació. Des de l'Índia es va estendre a Pèrsia, on es va modificar quant a formes i regles i es va convertir en Shatranj. Després de la invasió àrab i la conquesta de Pèrsia, els escacs van ser assumits pel món musulmà i posteriorment es van estendre a Europa via Espanya (Al Andalus) i Itàlia (Emirat de Sicília). El joc va evolucionar aproximadament cap a la seva forma actual cap al 1500 dC.
"Els " escacs romàntics " van ser l'estil de joc predominant des de finals del segle xviii fins a la dècada de 1880. Les partides d'escacs d'aquest període van emfatitzar les maniobres tàctiques ràpides en lloc de la planificació estratègica a llarg termini. L'era romàntica del joc va ser seguida per l'era científica, hipermoderna i del nou dinamisme. A la segona meitat del segle XIX es va iniciar el torneig modern d'escacs i el 1886 es va celebrar el primer Campionat del Món d'escacs oficial. El segle xx va veure grans salts endavant en la teoria dels escacs i l'establiment de la Federació Mundial d'escacs. L'any 1997, un superordinador IBM va vèncer a Garry Kasparov, l'aleshores campió mundial d'escacs, en el famós partit Deep Blue contra Garry Kasparov, introduint el joc en una era de dominació informàtica. Des d'aleshores, l'anàlisi per ordinador, que es va originar als anys 70 amb els primers jocs d'escacs programats al mercat, ha contribuït a gran part del desenvolupament de la teoria dels escacs i s'ha convertit en una part important de la preparació dels escacs humans professionals. Els desenvolupaments posteriors del segle XXI van fer que l'ús de l'anàlisi informàtica superés amb escreix la capacitat de qualsevol jugador humà accessible al públic. Els escacs en línia, que van aparèixer per primera vegada a mitjans de la dècada de 1990, també es van fer populars al segle XXI.

## Origen
|   | a  | b  | c  | d  | e  | f  | g  | h  |   |
| 8 | a8 | b8 | c8 | d8 | e8 | f8 | g8 | h8 | 8 |
| 7 | a7 | b7 | c7 | d7 | e7 | f7 | g7 | h7 | 7 |
| 6 | a6 | b6 | c6 | d6 | e6 | f6 | g6 | h6 | 6 |
| 5 | a5 | b5 | c5 | d5 | e5 | f5 | g5 | h5 | 5 |
| 4 | a4 | b4 | c4 | d4 | e4 | f4 | g4 | h4 | 4 |
| 3 | a3 | b3 | c3 | d3 | e3 | f3 | g3 | h3 | 3 |
| 2 | a2 | b2 | c2 | d2 | e2 | f2 | g2 | h2 | 2 |
| 1 | a1 | b1 | c1 | d1 | e1 | f1 | g1 | h1 | 1 |
|   | a  | b  | c  | d  | e  | f  | g  | h  |   |

Els precursors dels escacs es van originar a l'Índia. Allà, la seva forma primerenca al segle vii era coneguda com xaturanga (Sanskrit ), que es tradueix en "quatre divisions (de l'exèrcit)": infanteria, cavalleria, elefant i carro. Aquestes formes estan representades per les peces que evolucionarien cap als moderns peó, cavaller, alfil i torre, respectivament.
Els escacs es van introduir a Pèrsia des de l'Índia i es van convertir en part de l'educació principesca o cortesana de la noblesa persa. Cap al 600 dC a la Pèrsia sassànida, el nom del joc es va convertir en chatrang (persa: چترنگ ), que posteriorment va evolucionar a shatranj (àrab: شطرنج ; persa: شترنج) després de la conquesta de Pèrsia pel califat de Rashidun, a causa de la manca de sons autòctons "ch" i "ng" en llengua àrab. Les regles es van desenvolupar encara més durant aquest temps; els jugadors van començar a cridar "Shāh!" (Persa per "Rei!") en atacar el rei de l'oponent, i "Shāh Māt!" (Persa per "el rei és indefenso" - vegeu escac i mat) quan el rei va ser atacat i no va poder escapar de l'atac. Aquestes exclamacions van persistir als escacs mentre viatjaven a altres terres.
El món musulmà va ocupar el joc després que els primers musulmans àrabs conquerís l'Imperi sassànida, amb les peces conservant en gran part els seus noms perses. Els moriscos del nord d'Àfrica van traduir el terme persa "shatranj" com shaṭerej, que va donar lloc a l'espanyol acedrex . , axedrez i ajedrez ; en portuguès es va convertir en xadrez , i en grec zatrikion (ζατρίκιον), però a la resta d'Europa va ser substituït per versions del persa shāh ("rei"). Així, el joc es va anomenar lūdus scacc(h)ōrum o scacc(h)ī en llatí, scacchi en italià, escacs en català, échecs en francès (francès antic eschecs ), schaken en holandès, Schach en alemany, szachy en polonès, šahs en letó, skak en danès, sjakk en noruec, schack en suec, šakki en finès, šah en llengües eslaves del sud, sakk en hongarès i şah en romanès ; Hi ha dues teories sobre per què va passar aquest canvi:
- De l'exclamació "escac" o "escac i mat", tal com es pronunciava en diversos idiomes.
- Des dels primers escacs coneguts a Europa occidental (excepte Ibèria i Grècia) eren reis d'escacs ornamentals portats com a curiositats pels comerciants musulmans.

Els mongols anomenen el joc shatar, i a Etiòpia s'anomena senterej, tots dos derivats evidentment de shatranj.
Els escacs es van estendre directament des de l'Orient Mitjà fins a Rússia, on els escacs es van conèixer com шахматы (shakhmaty , literalment "escac i mat", un plural tantum).
El joc va arribar a Europa occidental i Rússia per almenys tres vies, la més antiga va ser al segle ix. L'any 1000 s'havia estès per Europa. Introduït a la península Ibèrica pels moriscos al segle x, va ser descrit en un famós manuscrit espanyol del segle xiii que cobria xatranj, backgammon i daus anomenat Libro de los juegos, que és el primer tractat europeu d'escacs a més de ser el document més antic sobre jocs de taula europeus
Els escacs es van estendre pel món i moltes variants del joc aviat van començar a prendre forma. Pelegrins budistes, comerciants de la Ruta de la Seda i altres el van portar a l'Extrem Orient on es va transformar i assimilar en un joc que sovint es jugava a la intersecció de les línies del tauler més que dins de les caselles. xaturanga va arribar a Europa a través de Pèrsia, l'Imperi Romà d'Orient i l'imperi àrab en expansió. Els musulmans van portar els escacs al nord d'Àfrica, Sicília i Ibèria al segle x.
El joc es va desenvolupar àmpliament a Europa. A finals del segle xv, havia sobreviscut a una sèrie de prohibicions i sancions de l'Església cristiana per gairebé prendre la forma del joc modern. La història moderna va veure obres de referència fiables, tornejos competitius d'escacs i noves variants emocionants. Aquests factors es van afegir a la popularitat del joc, reforçada encara més per mecanismes de cronometratge fiables (introduïts per primera vegada el 1861), regles efectives i jugadors carismàtics.

## Índia

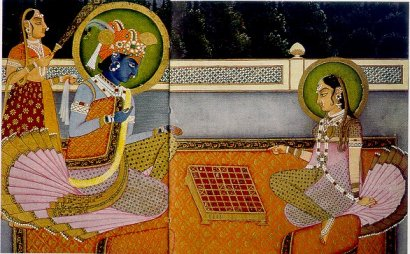
Krishna i Radha jugant a xaturanga en un Ashtāpada 8×8

El primer precursor dels escacs moderns és un joc anomenat xaturanga, que va florir a l'Índia al segle VI, i és el joc més antic conegut que té dues característiques essencials que es troben en totes les variacions d'escacs posteriors: peces diferents amb poders diferents (que no va ser el cas). amb dames i Go), i la victòria en funció del destí d'una peça, el rei dels escacs moderns. Una teoria comuna és que el desenvolupament de l'Índia del tauler i dels escacs es va deure probablement a la il·luminació matemàtica de l'Índia que va implicar la creació del nombre zero. Altres peces de joc (anomenades especulativament "peces d'escacs") descobertes en les troballes arqueològiques es consideren procedents d'altres jocs de taula llunyanament relacionats, que poden haver tingut taulers de 100 caselles o més. 
Els escacs van ser dissenyats per a un ashtāpada (sànscrit per "tenir vuit peus", és a dir, un tauler quadrat de 8×8), que podria haver estat utilitzat anteriorment per a un joc de carreres de tipus backgammon (potser relacionat amb un joc de carreres impulsat per daus que encara es juga a sud de l'Índia, on la pista comença al mig d'un costat i gira en espiral cap al centre). Ashtāpada, el tauler de 8×8 sense quadres va servir com a tauler principal per jugar a xaturanga. Altres taules índies incloïen el 10×10 Dasapada i el 9×9 Saturnakam. Els taulers d'escacs indis tradicionals sovint tenen marques X en algunes o totes les caselles a1 a4 a5 a8 d1 d4 d5 d8 e1 e4 e5 e8 h1 h4 h5 h8: podrien haver estat "caselles segures" on no es permetia la captura en un backgammon basat en daus. tipus de joc de carreres jugat a l'ashtāpada abans que s'inventessin els escacs.
La teoria Cox-Forbes, proposada a finals del segle xviii per Hiram Cox, i desenvolupada posteriorment per Duncan Forbes, afirmava que el joc de quatre mans chaturaji era la forma original de xaturanga. La teoria ja no es considera sostenible.
En sànscrit, la paraula xaturanga significa literalment "que té quatre extremitats (o parts)" i en poesia èpica sovint significa "exèrcit" (les quatre parts són elefants, carros, genets, soldats de peu). El nom prové d'una formació de batalla esmentada a l'èpica índia Mahabharata. El joc xaturanga era un joc de simulació de batalla que representava l'estratègia militar índia de l'època.
Algunes persones abans jugaven als escacs utilitzant un dau per decidir quina peça moure. Hi havia una teoria no provada que els escacs van començar com aquest escacs de daus i que els aspectes de joc i daus del joc es van eliminar a causa d'objeccions religioses hindúes.
Els estudiosos de les àrees a les quals es va estendre el joc posteriorment, per exemple l'àrab Abu al-Hasan 'Alī al-Mas'ūdī, van detallar l'ús indi dels escacs com a eina per a l'estratègia militar, les matemàtiques, els jocs d'atzar i fins i tot la seva vaga associació amb l'astronomia. Mas'ūdī assenyala que l'ivori a l'Índia s'utilitzava principalment per a la producció d'escacs i peces de backgammon, i afirma que el joc es va introduir a Pèrsia des de l'Índia, juntament amb el llibre Kelileh va Demneh, durant el regnat de l'emperador Nushirwan.
En algunes variants, la victòria era per escac i mat, o per impasse, o per "rei nu" (agafar totes les peces d'un oponent excepte el rei).
En algunes parts de l'Índia, les peces dels llocs de la torre, el cavaller i l'alfil van ser rebatejades amb paraules que significaven (en aquest ordre) vaixell, cavall i elefant, o elefant, cavall i camell, però mantenint els mateixos moviments. En els primers escacs els moviments de les peces eren:
| Nom original | Nom modern | Versió                  | Moviment original |
| ------------ | ---------- | ----------------------- | --- |
| rei          | rei        | totes                   | com ara |
| conseller    | reina      | totes                   | un quadrat en diagonal, només |
| elefant      | alfil      | Pèrsia i oest           | dues caselles en diagonal (ni més ni menys), però podrien saltar una peça entre elles                                                      |
| elefant      | alfil      | una antiga versió índia | dos quadrats de costat o de davant i enrere (ni més ni menys), però podria saltar per sobre d'una peça dins d'aquest límit                 |
| elefant      | alfil      | sud-est i est asiàtic   | un quadrat en diagonal, o un quadrat cap endavant, com les quatre potes i la trompa d'un elefant                                           |
| cavall       | cavall     | totes                   | com ara |
| carro        | torre      | totes                   | com ara |
| soldat a peu | peó        | totes                   | un quadrat cap endavant (no dos quadrats des de la posició inicial), capturant un quadrat en diagonal cap endavant; només promogut a reina |

Dos viatgers àrabs van registrar cadascun una severa regla d'escacs indi contra l'ofegat :
- Un jugador ofegat, així, guanya alhora.
- Un rei ofegat pot agafar una de les peces enemigues que controlaria el rei si el rei es mou.
- Un jugador ofegat guanya alhora.
- Un rei estancat pot agafar una de les peces enemigues que comprovarien el rei si el rei es mou.

## Iran (Pèrsia)
El Karnamak-i Ardeshir-i Papakan, un tractat èpic pahlavi sobre el fundador de l'Imperi persa sassànida, esmenta el joc del chatrang com un dels èxits de l'heroi llegendari, Artaxerxes I, fundador de l'Imperi. El joc més antic registrat de la història dels escacs és un joc del segle x jugat entre un historiador de Bagdad i un alumne. 
Encara existeix un manuscrit que explica les regles del joc anomenat "Matikan-i-chatrang" (el llibre dels escacs) en persa mitjà o pahlavi. Al Shahnameh del segle xi, Ferdowsi descriu un raja de visita des de l'Índia que recrea les batalles passades al tauler d'escacs. A continuació es presenta una traducció a l'anglès, basada en els manuscrits del Museu Britànic :
 Un dia un ambaixador del rei d'Hind va arribar a la cort persa de Còsroes, i després d'un intercanvi oriental de cortesia, l'ambaixador va produir rics regals del seu sobirà i entre ells hi havia un tauler elaborat amb peces de banús i ivori curiosament tallades. Aleshores va fer un repte:
"Oh, gran rei, porta els teus savis i deixa que resolguin els misteris d'aquest joc. Si succeeixen al meu amo, el rei de Hind pagarà tribut com a senyor suprem, però si fracassen serà una prova que els perses són de menys intel·lectualitat. i exigirem un tribut a l'Iran". Als cortesans se'ls va mostrar el tauler, i després d'un dia i una nit de reflexió profunda, un d'ells, Bozorgmehr, va resoldre el misteri i va ser ricament recompensat pel seu sobirà encantat.
El Shahnameh continua oferint un relat apòcrif dels orígens del joc d'escacs a la història de Talhand i Gav, dos germanastres que competeixen pel tron d'Hind (Índia). Es troben en la batalla i Talhand mor sobre el seu elefant sense ferides. Creient que Gav havia matat a Talhand, la seva mare està desconcertada. En Gav li diu a la seva mare que Talhand no va morir a mans d'ell ni dels seus homes, però ella no entén com podria ser això. Així, els savis de la cort inventen el joc dels escacs, detallant les peces i com es mouen, per mostrar a la mare dels prínceps com es va desenvolupar la batalla i com Talhand va morir de cansament envoltat dels seus enemics. El poema utilitza el terme persa "Shāh māt" (escac company) per descriure el destí de Talhand.
El filòsof i teòleg Al-Ghazali esmenta els escacs a L'alquímia de la felicitat (c. 1100). Ho fa servir com a exemple específic d'un hàbit que pot enfosquir la bona disposició d'una persona:
«De fet, una persona que s'ha acostumat a jugar amb coloms, jugar a escacs o jugar, de manera que es converteixi en una segona naturalesa per a ell, donarà totes les comoditats del món i tot el que té per a aquelles (activitats) i no pot. mantenir allunyat d'ells. »
L'aspecte de les peces d'escacs havia canviat molt des de l'època de la xaturanga, amb peces ornamentades i peces d'escacs que representaven animals donant pas a formes abstractes. Això es deu a la prohibició musulmana de les peces realistes del joc, ja que es deia que s'assemblaven massa a ídols. Els conjunts islàmics dels segles posteriors van seguir un patró que assignava noms i formes abstractes a les peces d'escacs, ja que l'islam prohibeix la representació d'animals i éssers humans en l'art. Aquestes peces normalment estaven fetes d'argila senzilla i pedra tallada.

## Àsia oriental

### Xina
Com a joc de taula d'estratègia que es juga a la Xina, es creu que els escacs van derivar del xaturanga indi. xaturanga es va transformar en el joc xiangqi on les peces es col·loquen a la intersecció de les línies del tauler en lloc de dins de les caselles. L'objecte de la variació xinesa és semblant al xaturanga, és a dir, deixar indefens el rei de l'oponent, conegut com a "general" per una banda i "governador" per l'altra. Els escacs xinesos també prenen prestats elements del joc de Go, que es jugava a la Xina almenys d'ençà el segle VI aC. A causa de la influència de Go, els escacs xinesos es juguen a les interseccions de les línies del tauler, més que a les caselles. El joc de Xiangqi també és únic perquè el rang mitjà representa un riu i no està dividit en quadrats. Les peces d'escacs xineses solen ser planes i s'assemblen a les que s'utilitzen a les dames, amb peces diferenciades escrivint el seu nom a la superfície plana.
Una teoria de l'origen alternatiu sosté que els escacs van sorgir de xiangqi o un predecessor d'aquest, existent a la Xina d'ençà el segle III aC. David H. Li, un traductor de textos xinesos antics, planteja la hipòtesi que el general Han Xin es va servir del joc anterior de Liubo per desenvolupar una forma primerenca d'escacs xinesos a l'hivern del 204-203 aC. L'historiador alemany d'escacs Peter Banaschak, però, assenyala que la hipòtesi principal de Li "es basa pràcticament en res". Assenyala que el "Xuanguai lu", escrit pel ministre de la dinastia Tang Niu Sengru (779–847), segueix sent la primera font real de la variant xiangqi d'escacs xinesos.

### Japó
Una variant destacada dels escacs a l'est asiàtic és el joc del shogi, transmès de l'Índia a la Xina i Corea abans d'arribar finalment al Japó. Les tres característiques distintives del shogi són:
- Les peces capturades poden ser reutilitzades pel captor i jugades com a part de les forces del captor.
- Els peons capturen a mesura que es mouen, una casella directament davant.[42]
- El tauler és de 9×9, amb un segon general d'or a l'altre costat del rei.

1. The captured pieces may be reused by the captor and played as a part of the captor's forces.
2. Pawns capture as they move, one square straight ahead.
3. The board is 9×9, with a second gold general on the other side of the king.

Les gotes no formaven part originalment del shogi. Al segle xiii, el shogi va experimentar una expansió, creant el joc del dai shogi, jugat en un tauler de 15×15 amb moltes peces noves, inclosa la torre, l'alfil i la reina inventades de manera independent dels escacs occidentals moderns, l'elefant borratxo que ascendeix a un segon rei, i també el lleó encara més poderós, que entre altres idiosincràsies té el poder de moure o capturar dues vegades per torn. Al voltant dels segles XIV o XV, la popularitat del dai shogi va disminuir a favor del chu shogi més petit, jugat en un tauler de 12×12 més petit que eliminava les peces més febles del dai shogi, de manera similar al desenvolupament dels escacs Courier a Occident. Mentrestant, el shogi original de 9×9, ara anomenat sho shogi, es va continuar jugant, però es considerava menys prestigiós que el chu shogi i el dai shogi. El Chu shogi era molt popular al Japó, i la torre, l'alfil i l'elefant borratxo d'ell es van afegir al sho shogi, on els dos primers romanen avui.
Als segles XV i XVI encara es descriuen més variants de shogi, sobre taulers grans i amb moltes més peces. El llibre de 1694 Shōgi Zushiki detalla tenjiku shogi (16×16), dai dai shogi (17×17), maka dai dai shogi (19×19) i tai shogi (25×25); també esmenta wa shogi (11×11), ko shogi (19×19) i taikyoku shogi (36×36). No es pensa que aquests jocs es van jugar molt.
Chu shogi va disminuir en popularitat després de l'addició de gotes al sho shogi i l'eliminació de l'elefant borratxo al segle xvi, esdevenint moribund a finals del segle xx. Aquests canvis al sho shogi van crear el que és essencialment el joc modern del shogi.

### Tailàndia
La variant tailandesa dels escacs, makruk és un parent viu proper al xaturanga, conservant el visir, el tauler sense quadres, la promoció limitada, els reis compensats i el moviment d'alfil semblant a un elefant.

### Mongòlia
Els escacs es registren a les zones habitades de Mongolia, on les peces ara s'anomenen:
- Rei : Noyon – Ноён – senyor
- Reina : Bers / Nohoi - Бэрс / Нохой - gos (per guardar el bestiar)
- Alfil: Temē – Тэмээ – camell
- Cavall : Morĭ – Морь – cavall
- Torre : Tereg – Тэрэг – carro
- Peó : Hū – Хүү – noi (la peça sovint mostrava un cadell )

Els noms registrats des de la dècada de 1880 per fonts russes, citats a Murray, entre el poble soiot (que en aquell moment parlava la llengua turca soiota) inclouen: merzé (gos), täbä (camell), ot (cavall), ōl (nen) i noms mongols per a les altres peces. Aquest joc s'anomena shatar ; també es jugava una gran variant de 10×10 anomenada hiashatar .
El canvi amb la reina es deu probablement a que la paraula àrab <i id="mwAj4">firzān</i> o la paraula persa farzīn (= " visir ") es confonen amb paraules natives turques o mongols (merzé = "mastí", bar o barres = "tigre", arslan = "lleó". ").
Els escacs occidentals són ara la forma predominant del joc a Mongòlia.

### Sibèria oriental
Els escacs també es van gravar dels iakuts, tunguses i yukaghirs ; però només com un joc infantil entre els txuktxis. S'han recollit escacs de la gent de Yakutat a Alaska, sense semblança amb els escacs europeus i, per tant, probablement formen part d'una tradició d'escacs provinent de Sibèria.

## Món àrab
Els escacs van passar de Pèrsia al món àrab, on el seu nom va canviar a l'àrab shatranj. D'allà va passar a Europa occidental, probablement per Espanya.

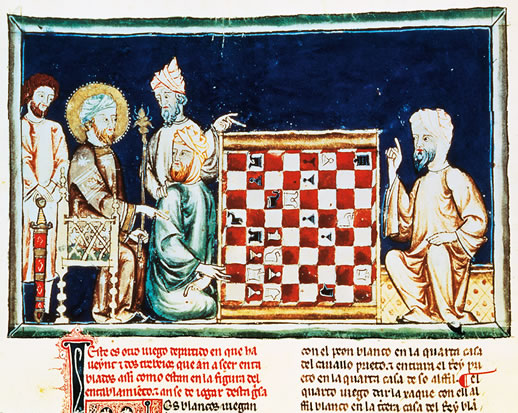
Moros d'Andalusia jugant als escacs, Llibre de jocs del rei Alfons X, 1283

Al llarg dels segles, les característiques dels escacs europeus (per exemple, els moviments moderns de la reina i el Alfil, i l'enroc) van trobar el seu camí a través del comerç a les zones islàmiques. Les fonts de Murray van trobar que els antics moviments de reina i Alfil encara són actuals a Etiòpia. El joc es va fer tan popular que s'utilitzava per escrit en aquella època, jugat per noblesa i gent normal. El poeta al-Katib va dir una vegada: "El jugador hàbil col·loca les seves peces de manera que descobreix conseqüències que l'ignorant mai veu... per tant, serveix als interessos del sultà, mostrant com preveure el desastre".

## Rússia
Els escacs tenen 1000 anys d'història a Rússia. Els escacs probablement van ser portats a la Vella Rússia al segle ix a través de la ruta comercial Volga-Caspi. A partir del segle x, les connexions culturals amb l'Imperi Romà d'Orient i els víkings també van influir en la història dels escacs a Rússia. El vocabulari dels escacs russos té diversos elements en llengua estrangera i testimonia diferents influències en l'evolució dels escacs a Rússia. Els escacs s'esmenten als poemes populars com un joc popular i es documenta a l'antic crit rus. Ja s'han trobat nombroses troballes arqueològiques del joc d'escacs a les regions de l'Antiga Rússia. A partir de 1262 els escacs van ser anomenats a Rússia shakhmaty . Diversos viatgers estrangers van comentar que al segle xvi, els escacs eren populars entre totes les classes a Rússia. Es diu que Ivan IV el Terrible, que va governar Rússia de 1530 a 1584, va morir mentre jugava als escacs. El 1791 el popular llibre d'escacs Morals of Chess de Benjamin Franklin va ser traduït al rus i publicat al país. Els escacs gaudeixen d'un estatus molt elevat a Rússia i es van introduir gradualment com a assignatura escolar a totes les escoles de primària des del 2017.

## Europa

### Història primerenca
Shatranj va fer el seu camí a través de l'expansió de l'imperi àrab islàmic cap a Europa. També es va estendre a l'Imperi Romà d'Orient, on es va anomenar zatrikion . Els escacs van aparèixer al sud d'Europa durant el final del primer mil·lenni, sovint introduïts a noves terres per exèrcits conqueridors, com la conquesta normanda d'Anglaterra. Abans poc coneguts, els escacs es van fer populars al nord d'Europa quan es van introduir peces figuratives.
Al segle xiv, Timur va jugar una variació ampliada del joc que es coneix comunament com a escacs de Tamerlà . Aquest joc complex implicava que cada peó tingués un propòsit particular, així com peces addicionals.
Els costats s'anomenen convencionalment blanc i negre. Però, en els escrits d'escacs europeus anteriors, els costats sovint s'anomenaven vermell i negre perquè aquests eren els colors de tinta disponibles habitualment quan s'escrivia a mà dibuixant un disseny de joc d'escacs. En aquests dissenys, cada peça estava representada pel seu nom, sovint abreujat (per exemple, "ch'r" per al francès "chevalier" = " cavaller ").
El valor social atribuït al joc, vist com un passatemps de prestigi associat a la noblesa i l'alta cultura, es desprèn dels taulers d'escacs cars i exquisidament fets de l'època medieval. La popularitat dels escacs a la societat cortesana occidental va assolir el màxim entre els segles XII i XV. El joc va trobar menció a la literatura vernacular i llatina d'arreu d'Europa, i moltes obres es van escriure sobre o sobre els escacs entre els segles XII i XV. HJR Murray divideix les obres en tres parts diferenciades: els treballs didàctics, p De scaccis d' Alexandre de Neckham (c. 1180); obres de moralitat com Liber de moribus hominum et officiis nobilium sive super ludo scacchorum (Llibre dels costums dels homes i dels deures dels nobles o el Llibre dels escacs), escrit per Jacobus de Cessolis ; i els treballs relacionats amb diversos problemes d'escacs, escrits en gran part després de 1205. Termes d'escacs, com check, eren utilitzats pels autors com a metàfora per a diverses situacions. Els escacs es van incorporar aviat a l'estil de vida cavalleresc a Europa. Peter Alfonsi, a la seva obra Disciplina Clericalis, va enumerar els escacs entre les set habilitats que ha d'adquirir un bon cavaller. Els escacs també es van convertir en un tema d'art durant aquest període, amb arquetes i penjolls decorats amb diverses formes d'escacs. La reina Margarida d'Anglaterra tenia jocs d'escacs verds i vermells fets de jaspi i cristall. Els reis Enric I, Enric II i Ricard I d'Anglaterra eren mecenes dels escacs. El rei Alfons X de Castella i el tsar Ivan IV de Rússia van obtenir un estatus similar.  
Sant Pere Damià va denunciar el Alfil de Florència l'any 1061 per jugar als escacs encara que era conscient dels seus efectes dolents sobre la societat. El Alfil de Florència es va defensar declarant que els escacs implicaven habilitat i que, per tant, era "a diferència d'altres jocs", i es van seguir arguments similars en els segles vinents. Dos incidents al Londres del segle xiii, en què els homes d'Essex van recórrer a la violència i van provocar la mort com a resultat de jugar als escacs, van causar més sensació i alarma. La creixent popularitat del joc, ara associat a la gresca i la violència, va alarmar l'Església.
La pràctica de jugar als escacs per diners es va estendre tant durant el segle xiii que Lluís IX de França va emetre una ordenança contra els jocs d'atzar el 1254 Aquesta ordenança va resultar inaplicable i va ser en gran part descuidada pel públic comú, i fins i tot per la societat cortesana, que va continuar gaudint ininterrompudament dels tornejos d'escacs llavors prohibits.

### Formes de les peces
Les peces, que no havien estat representatives als països islàmics (vegeu els valors de les peces a shatranj), van canviar de forma en les cultures cristianes. Van reaparèixer imatges tallades d'homes i animals. La forma de la torre, originàriament un bloc rectangular amb un tall en forma de V a la part superior, va canviar; les dues parts superiors separades per l'escissió tendeixen a fer-se llargues i a penjar-se, i en algunes imatges antigues semblen caps de cavalls. La part superior dividida de la peça que ara s'anomena Alfil s'interpretava com una mitra d'Alfil o una gorra de boig.
A mitjans del segle XII, les peces del joc d'escacs eren representades com a reis, reines, Alfils, cavallers i homes d'armes. Els escacs fets d'ivori van començar a aparèixer al nord-oest d'Europa, i ja a mitjans del segle xiii es van utilitzar peces ornamentades de cavallers guerrers tradicionals. El peó inicialment indescriptible havia trobat ara associació amb els pedes, pedinus o el lacai, que simbolitzaven tant la infanteria com el servei domèstic lleial.

### Noms de les peces
La taula següent ofereix una visió dels canvis en els noms i el caràcter de les peces d'escacs a mesura que van creuar des de l'Índia a Pèrsia fins a Europa:
| sànscrit                        | bengalí           | persa         | àrab         | turc  | llatí                    | català | castellà     | portuguès   | italià        | francès  | català     | romanès   |
| ------------------------------- | ----------------- | ------------- | ------------ | ----- | ------------------------ | ------ | ------------ | ----------- | ------------- | -------- | ---------- | --------- |
| Raja (rei)                      | Raja (rei)        | Xa            | Malik        | Şah   | Rex                      | rei    | Rey          | Rei         | Re            | Roi      | Rei        | Rege      |
| Mantri (ministre)               | Mantri (ministre) | Vazīr (Visir) | Wazīr/Firz   | Vezir | Regina                   | Reina  | Reina/Dama   | Rainha/Dama | Regina        | Dame     | Dama/Reina | Regina    |
| Gajah (elefant de guerra)       | Hati              | Pil           | Al-Fīl       | Fil   | Episcopus/ Comes /Calvus | Alfil  | Alfil/Obispo | Bispo       | Alfiere       | Fou      | Alfil      | Nabun     |
| Ashva (cavall)                  | Ghora (cavall)    | Asp           | Fars/Hisan   | A les | Miles/ Eques             | cavall | Caballo      | Cavalo      | Cavallo       | Cavalier | Cavall     | Cal       |
| Ratha (carrossa)                | Nowka             | Rokh          | Qal`a/Rukhkh | col   | Rochus/Marchio           | Torre  | Torre /Roque | Torre       | Torre/Rocco   | Gira     | Torre      | Turn/Tură |
| Padati (infantil/soldat de peu) | Shoinnya          | Piadeh        | Baidaq/Jondi | Piyon | Pedes/Pedinus            | Peó    | Peó          | Peão        | Pedone/Pedina | Pió      | Peó        | Pió       |

El joc, tal com es jugava durant la primera edat mitjana, era lent, amb molts jocs que duraven dies. Algunes variacions en les regles van començar a canviar la forma del joc cap a l'any 1300. Un canvi notable, però inicialment impopular, va ser la capacitat del peó de moure's dos llocs en el primer moviment en lloc d'un.
A Europa algunes de les peces van rebre progressivament nous noms:
- Fers : "reina", perquè comença al costat del rei.
- Aufin : "Alfil". El seu nom llatí alfinus va ser reinterpretat de moltes maneres.

### Primers canvis a les normes
|   | a                                                                                     | b                                                                                     | c                                                                                     | d                                                                                     | e                                                                                     | f                                                                                     | g                                                                                     | h                                                                                     |   |
| 8 | c8 negres rei · e7 blanques rei · b6 negres peó · c5 negres alfil · c1 blanques torre | c8 negres rei · e7 blanques rei · b6 negres peó · c5 negres alfil · c1 blanques torre | c8 negres rei · e7 blanques rei · b6 negres peó · c5 negres alfil · c1 blanques torre | c8 negres rei · e7 blanques rei · b6 negres peó · c5 negres alfil · c1 blanques torre | c8 negres rei · e7 blanques rei · b6 negres peó · c5 negres alfil · c1 blanques torre | c8 negres rei · e7 blanques rei · b6 negres peó · c5 negres alfil · c1 blanques torre | c8 negres rei · e7 blanques rei · b6 negres peó · c5 negres alfil · c1 blanques torre | c8 negres rei · e7 blanques rei · b6 negres peó · c5 negres alfil · c1 blanques torre | 8 |
| 7 | c8 negres rei · e7 blanques rei · b6 negres peó · c5 negres alfil · c1 blanques torre | c8 negres rei · e7 blanques rei · b6 negres peó · c5 negres alfil · c1 blanques torre | c8 negres rei · e7 blanques rei · b6 negres peó · c5 negres alfil · c1 blanques torre | c8 negres rei · e7 blanques rei · b6 negres peó · c5 negres alfil · c1 blanques torre | c8 negres rei · e7 blanques rei · b6 negres peó · c5 negres alfil · c1 blanques torre | c8 negres rei · e7 blanques rei · b6 negres peó · c5 negres alfil · c1 blanques torre | c8 negres rei · e7 blanques rei · b6 negres peó · c5 negres alfil · c1 blanques torre | c8 negres rei · e7 blanques rei · b6 negres peó · c5 negres alfil · c1 blanques torre | 7 |
| 6 | c8 negres rei · e7 blanques rei · b6 negres peó · c5 negres alfil · c1 blanques torre | c8 negres rei · e7 blanques rei · b6 negres peó · c5 negres alfil · c1 blanques torre | c8 negres rei · e7 blanques rei · b6 negres peó · c5 negres alfil · c1 blanques torre | c8 negres rei · e7 blanques rei · b6 negres peó · c5 negres alfil · c1 blanques torre | c8 negres rei · e7 blanques rei · b6 negres peó · c5 negres alfil · c1 blanques torre | c8 negres rei · e7 blanques rei · b6 negres peó · c5 negres alfil · c1 blanques torre | c8 negres rei · e7 blanques rei · b6 negres peó · c5 negres alfil · c1 blanques torre | c8 negres rei · e7 blanques rei · b6 negres peó · c5 negres alfil · c1 blanques torre | 6 |
| 5 | c8 negres rei · e7 blanques rei · b6 negres peó · c5 negres alfil · c1 blanques torre | c8 negres rei · e7 blanques rei · b6 negres peó · c5 negres alfil · c1 blanques torre | c8 negres rei · e7 blanques rei · b6 negres peó · c5 negres alfil · c1 blanques torre | c8 negres rei · e7 blanques rei · b6 negres peó · c5 negres alfil · c1 blanques torre | c8 negres rei · e7 blanques rei · b6 negres peó · c5 negres alfil · c1 blanques torre | c8 negres rei · e7 blanques rei · b6 negres peó · c5 negres alfil · c1 blanques torre | c8 negres rei · e7 blanques rei · b6 negres peó · c5 negres alfil · c1 blanques torre | c8 negres rei · e7 blanques rei · b6 negres peó · c5 negres alfil · c1 blanques torre | 5 |
| 4 | c8 negres rei · e7 blanques rei · b6 negres peó · c5 negres alfil · c1 blanques torre | c8 negres rei · e7 blanques rei · b6 negres peó · c5 negres alfil · c1 blanques torre | c8 negres rei · e7 blanques rei · b6 negres peó · c5 negres alfil · c1 blanques torre | c8 negres rei · e7 blanques rei · b6 negres peó · c5 negres alfil · c1 blanques torre | c8 negres rei · e7 blanques rei · b6 negres peó · c5 negres alfil · c1 blanques torre | c8 negres rei · e7 blanques rei · b6 negres peó · c5 negres alfil · c1 blanques torre | c8 negres rei · e7 blanques rei · b6 negres peó · c5 negres alfil · c1 blanques torre | c8 negres rei · e7 blanques rei · b6 negres peó · c5 negres alfil · c1 blanques torre | 4 |
| 3 | c8 negres rei · e7 blanques rei · b6 negres peó · c5 negres alfil · c1 blanques torre | c8 negres rei · e7 blanques rei · b6 negres peó · c5 negres alfil · c1 blanques torre | c8 negres rei · e7 blanques rei · b6 negres peó · c5 negres alfil · c1 blanques torre | c8 negres rei · e7 blanques rei · b6 negres peó · c5 negres alfil · c1 blanques torre | c8 negres rei · e7 blanques rei · b6 negres peó · c5 negres alfil · c1 blanques torre | c8 negres rei · e7 blanques rei · b6 negres peó · c5 negres alfil · c1 blanques torre | c8 negres rei · e7 blanques rei · b6 negres peó · c5 negres alfil · c1 blanques torre | c8 negres rei · e7 blanques rei · b6 negres peó · c5 negres alfil · c1 blanques torre | 3 |
| 2 | c8 negres rei · e7 blanques rei · b6 negres peó · c5 negres alfil · c1 blanques torre | c8 negres rei · e7 blanques rei · b6 negres peó · c5 negres alfil · c1 blanques torre | c8 negres rei · e7 blanques rei · b6 negres peó · c5 negres alfil · c1 blanques torre | c8 negres rei · e7 blanques rei · b6 negres peó · c5 negres alfil · c1 blanques torre | c8 negres rei · e7 blanques rei · b6 negres peó · c5 negres alfil · c1 blanques torre | c8 negres rei · e7 blanques rei · b6 negres peó · c5 negres alfil · c1 blanques torre | c8 negres rei · e7 blanques rei · b6 negres peó · c5 negres alfil · c1 blanques torre | c8 negres rei · e7 blanques rei · b6 negres peó · c5 negres alfil · c1 blanques torre | 2 |
| 1 | c8 negres rei · e7 blanques rei · b6 negres peó · c5 negres alfil · c1 blanques torre | c8 negres rei · e7 blanques rei · b6 negres peó · c5 negres alfil · c1 blanques torre | c8 negres rei · e7 blanques rei · b6 negres peó · c5 negres alfil · c1 blanques torre | c8 negres rei · e7 blanques rei · b6 negres peó · c5 negres alfil · c1 blanques torre | c8 negres rei · e7 blanques rei · b6 negres peó · c5 negres alfil · c1 blanques torre | c8 negres rei · e7 blanques rei · b6 negres peó · c5 negres alfil · c1 blanques torre | c8 negres rei · e7 blanques rei · b6 negres peó · c5 negres alfil · c1 blanques torre | c8 negres rei · e7 blanques rei · b6 negres peó · c5 negres alfil · c1 blanques torre | 1 |
|   | a                                                                                     | b                                                                                     | c                                                                                     | d                                                                                     | e                                                                                     | f                                                                                     | g                                                                                     | h                                                                                     |   |

Els intents de fer que l'inici del joc s'executi més ràpid per posar les peces oposades en contacte més aviat inclouen:
- Peó que mou dues caselles en el seu primer moviment. Això va portar a la regla en passant : un peó col·locat de manera que hagués pogut capturar el peó enemic si s'havia mogut una casella cap endavant es permetia capturar-lo a la casella passada. A Itàlia s'aplicava la regla contrària (passar battaglia = "passar la batalla"): un peó que avançava dues caselles havia passat el perill d'atac a la casella intermèdia. De vegades no es permetia fer això per cobrir el control.[62]
- Rei saltant una vegada, per fer més ràpid posar el rei segur a una cantonada. (Això finalment va portar a l'enroc. )
- Reina en el seu primer moviment movent dues caselles rectes o en diagonal a una casella del mateix color, amb salt. (Aquesta regla de vegades també s'aplicava a una dama feta mitjançant la promoció d'un peó. )
- La talla curta . ("assize" = "assegut") Aquí els peons van començar a la tercera fila; les dames van començar en d3 i d6 juntament amb els peons de les dames; els jugadors disposaven les seves altres peces com volien darrere dels seus peons a l'inici del joc. Aquesta idea no va perdurar.[63]

Altres variacions esporàdiques de les regles dels escacs inclouen:
- Ignorant el xec d'una peça que cobria el xec, ja que alguns van dir que en teoria (al diagrama de la dreta), Bxe7 permetria Rxc8 en resposta.[64]

### Introducció de noves normes

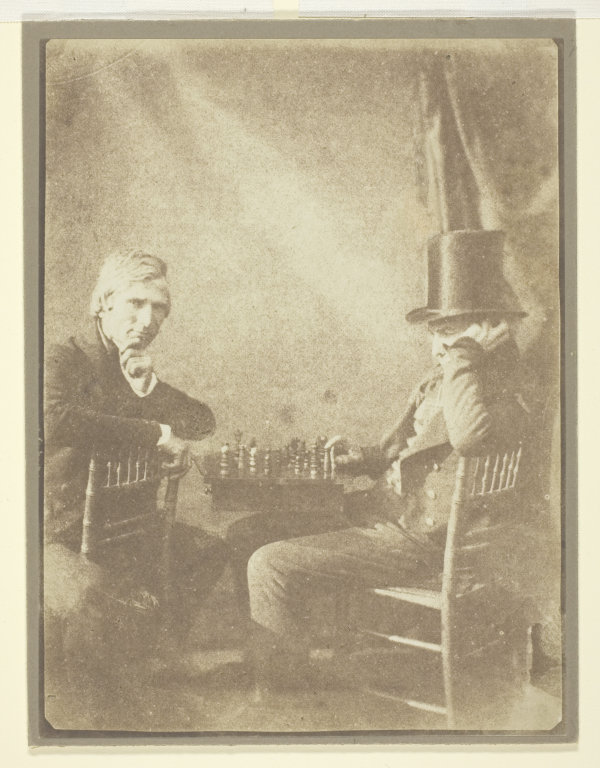
Els jugadors d'escacs de Henry Fox Talbot, 1847

La reina i el Alfil es van mantenir relativament febles fins que entre el 1475 i el 1500 dC, a Espanya (al Regne de València), els moviments moderns de la reina i el Alfil van començar i es van estendre, fent que els escacs s'apropin a la seva forma moderna. El primer document que mostra la Reina (o Dama) avançant d'aquesta manera és el poema al·legòric Scachs d'amor, escrit en català a València l'any 1475. Aquesta forma d'escacs va rebre noms com "escacs de la reina" o "escacs de la reina boja" (italià alla rabiosa = "amb la boja"). Això va fer que s'atribuïssin molt més valor a la tàctica anteriorment menor de promoció de peons. L'escac i mat es va fer més fàcil i ara es podien guanyar jocs amb menys moviments. Aquestes noves normes es van estendre ràpidament per Espanya i per la resta d'Europa occidental, amb l'excepció de les normes sobre l'estancament, que es van concretar a principis del segle xix. El moviment modern de la dama pot haver començat com una extensió de la seva antiga habilitat de moure una vegada dues caselles amb salt, en diagonal o recte. Marilyn Yalom diu que el nou moviment de la reina va començar a Espanya: veure la història de la reina.
En algunes zones (ex Rússia), la reina també podia moure's com un cavaller.
Un poema de Caïssa publicat el 1527 va fer que la torre d'escacs fos sovint rebatejada com a "castell", i la forma moderna de la peça d'escacs de torre; vegeu el poema de Vida per a més informació.
Un jugador italià, Gioacchino Greco, considerat com un dels primers veritables professionals del joc, va escriure una anàlisi d'una sèrie de jocs composts que il·lustraven dos enfocaments diferents dels escacs. El seu treball va influir en la popularització dels escacs i va demostrar moltes teories sobre el joc i les tàctiques. 
El primer treball complet que tracta sobre les diferents combinacions guanyadores va ser escrit per François-André Danican Philidor de França, considerat com el millor jugador d'escacs del món durant gairebé 50 anys, i publicat al segle xviii. Va escriure i va publicar L'Analyse des échecs (L'anàlisi dels escacs), una obra influent que va aparèixer en més de 100 edicions. 
Els escrits sobre la teoria de com jugar als escacs van començar a aparèixer al segle XV. El llibre d'escacs imprès més antic que es conserva, Repetición de Amores y Arte de Ajedrez (Repetició de l'amor i l'art de jugar als escacs) de l'eclesiàstic espanyol Luis Ramírez de Lucena es va publicar a Salamanca el 1497. Lucena i mestres posteriors com el portuguès Pedro Damiano, els italians Giovanni Leonardo Di Bona, Giulio Cesare Polerio i Gioachino Greco o el Alfil espanyol Ruy López de Segura van desenvolupar elements d'obertures i van començar a analitzar jocs finals simples. Al segle xviii el centre de la vida dels escacs europeus es va traslladar dels països del sud d'Europa a França. Els dos mestres francesos més importants van ser François-André Danican Philidor, músic de professió, que va descobrir la importància dels peons per a l'estratègia d'escacs, i més tard Louis-Charles Mahé de La Bourdonnais que va guanyar una famosa sèrie de partits amb el mestre irlandès Alexander McDonnell. el 1834. Els centres de la vida dels escacs en aquest període eren cafeteries de grans ciutats europees com Café de la Régence a París i Simpson's Divan a Londres.
A mesura que avançava el segle xix, l'organització dels escacs es va desenvolupar ràpidament. Van aparèixer molts clubs d'escacs, llibres d'escacs i revistes d'escacs. Hi havia partits per correspondència entre ciutats; per exemple, el London Chess Club va jugar contra l'Edinburgh Chess Club el 1824. Els problemes d'escacs es van convertir en una part habitual dels diaris del segle XIX; Bernhard Horwitz, Josef Kling i Samuel Loyd van compondre alguns dels problemes més influents. El 1843, von der Lasa va publicar el seu Handbuch des Schachspiels (Manual d'escacs) i de Bilguer, el primer manual complet de teoria d'escacs.

## Escacs competitius moderns
Els escacs competitius es van fer visibles l'any 1834 amb els partits La Bourdonnais-McDonnell, i el torneig d'escacs de Londres de 1851 va plantejar preocupacions sobre el temps que els jugadors trigaven a deliberar els seus moviments. En el temps de gravació, es va trobar que els jugadors sovint trigaven hores a analitzar els moviments, i un jugador va trigar fins a dues hores i 20 minuts a pensar en un sol moviment al torneig de Londres. Els anys següents es van desenvolupar els escacs de velocitat, els escacs de cinc minuts i la variant més popular, una versió que permetia un banc de temps a cada jugador per jugar un nombre de moviments prèviament acordat, per exemple, dues hores per 30 moviments. A la variant final, el jugador que va fer el nombre predeterminat de moviments en el temps acordat va rebre un pressupost de temps addicional per als seus propers moviments. Les sancions per excedir un termini van ser en forma de multes i decomís. Com que les multes eren fàcils de suportar per als jugadors professionals, la confiscació es va convertir en l'única pena efectiva; això va afegir "perdut a temps" als mitjans tradicionals de perdre com l'escac i mat i la renúncia. 

Segell de l'URSS dedicat a l'expert jugador i analista estonià Paul Keres, 1991

El 1861, els primers límits de temps, amb ulleres de sorra, es van utilitzar en un partit de torneig a Bristol, Anglaterra. Els vidres de sorra van ser substituïts posteriorment per pèndols. Els rellotges moderns, formats per dos temporitzadors paral·lels amb un petit botó perquè un jugador premeu després de completar un moviment, es van utilitzar més tard per ajudar els jugadors. Un petit pestell anomenat bandera va ajudar encara més a resoldre les discussions sobre els jugadors que superen el límit de temps a principis del segle xix. 
Un compositor rus, Vladimir Korolkov, va escriure una obra titulada "Excelsior" l'any 1958 en què els blancs només guanyaven fent sis captures consecutives per un peó. L'anàlisi de posició es va fer especialment popular al segle xix. Molts jugadors destacats també van ser analistes excel·lents, com Max Euwe, Mikhail Botvinnik, Vasily Smyslov i Jan Timman. Els rellotges digitals van aparèixer a la dècada de 1980. 
Un altre problema que va sorgir als escacs competitius va ser a l'hora d'ajornar una partida per a una pausa per menjar o durant la nit. El jugador que es mogués l'últim abans de l'ajornament es trobaria en desavantatge, ja que l'altre jugador tindria un llarg període d'anàlisi abans d'haver de respondre quan es reprengués el joc. Impedir l'accés a un joc d'escacs per fer moviments durant l'ajornament no impediria que analitzés la posició del seu cap. Es van intentar diverses idees estranyes, però la solució final va ser el " moviment segellat ". El moviment final abans de l'ajornament no es fa a la pissarra sinó que s'escriu en un paper que l'àrbitre tanca en un sobre i guarda. Quan el joc continua després de l'ajornament, l'àrbitre fa el moviment segellat i els jugadors reinicien.

## Naixement d'un esport (1850–1945)

Animació del joc immortal, en què Adolf Anderssen, jugant amb blanques, va vèncer Lionel Kieseritzky el juny de 1851

El primer torneig modern d'escacs es va celebrar a Londres l'any 1851 i va guanyar, sorprenentment, l'alemany Adolf Anderssen, relativament desconegut en aquell moment. Anderssen va ser aclamat com el principal mestre d'escacs, i el seu estil d'atac brillant i enèrgic es va convertir en típic per a l'època, tot i que retrospectivament es va considerar estratègicament poc profund. Jocs brillants com el joc Immortal d'Anderssen i Evergreen Game o el joc Morphy's Opera eren considerats com el cim més alt possible de l'art dels escacs.

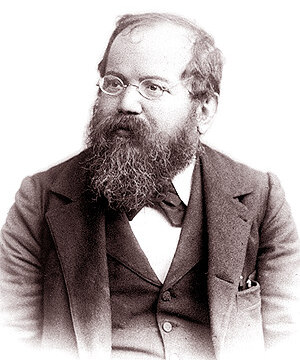
Wilhelm Steinitz, el primer campió oficial del món d'escacs

Una visió més profunda de la naturalesa dels escacs va arribar amb dos jugadors més joves. El nord-americà Paul Morphy, un extraordinari prodigi dels escacs, va guanyar contra tots els competidors importants, inclòs Anderssen, durant la seva curta carrera d'escacs entre 1857 i 1863. L'èxit de Morphy va derivar d'una combinació d'atacs brillants i una estratègia sòlida; intuïtivament sabia com preparar atacs. Wilhelm Steinitz, nascut a Praga, va descriure més tard com evitar les debilitats en la pròpia posició i com crear i explotar aquestes debilitats en la posició de l'oponent. A més dels seus èxits teòrics, Steinitz va fundar una tradició important: el seu triomf sobre el principal mestre polonès-alemany Johannes Zukertort el 1886 és considerat com el primer Campionat del Món oficial d'escacs. Steinitz va perdre la seva corona el 1894 davant d'un matemàtic alemany molt més jove Emanuel Lasker, que va mantenir aquest títol durant 27 anys, el mandat més llarg de tots els Campions del Món.

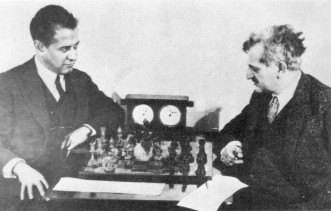
Els campions del món José Raúl Capablanca (esquerra) i Emanuel Lasker el 1925

Es va necessitar un prodigi de Cuba, José Raúl Capablanca (campió del món 1921–27), que estimava les posicions senzilles i els finals, per acabar amb el domini de parla alemanya als escacs; va estar invicte en el torneig durant vuit anys fins al 1924. El seu successor va ser el rus-francès Alexander Alekhine, un jugador d'atac fort, que va morir com a campió del món el 1946, després d'haver perdut breument el títol davant el jugador holandès Max Euwe el 1935, recuperant-lo dos anys més tard.
Entre les guerres mundials, els escacs van ser revolucionats per la nova escola teòrica dels anomenats hipermodernistes com Aron Nimzowitsch i Richard Réti. Advocaven per controlar el centre del tauler amb peces llunyanes més que amb peons, convidant els oponents a ocupar el centre amb peons que es converteixen en objectes d'atac.
Des de finals del segle xix, el nombre de tornejos i partits mestres celebrats anualment va créixer ràpidament. Algunes fonts afirmen que l'any 1914 el títol de gran mestre d'escacs va ser conferit formalment per primera vegada pel tsar Nicolau II de Rússia a Lasker, Capablanca, Alekhine, Tarrasch i Marshall, però aquesta és una reclamació discutida. La tradició d'atorgar aquests títols va ser continuada per la Federació Mundial d'escacs (FIDE), fundada el 1924 a París. El 1927 es va establir el Campionat Mundial d'escacs Femení ; la primera a sostenir-la va ser la mestre txeco - anglès Vera Menchik.
Durant la Segona Guerra Mundial, molts jugadors d'escacs destacats van morir o van ser assassinats, com ara: Isaak Appel, Zoltan Balla, Sergey Belavenets, Henryk Friedman, Achilles Frydman, Eduard Gerstenfeld, Alexander Ilyin-Genevsky, Mikhail Kogan, Jakub Kolski, Arvid Kub Kremer, , Leonid Kubbel, Salo Landau, Moishe Lowtzky, Vera Menchik, Vladimir Petrov, David Przepiorka, Ilya Rabinovich, Vsevolod Rauzer, Nikolai Riumin, Endre Steiner, Mark Stolberg, Abram Szpiro, Karel Treybal, Karel Treybal, Vain, Sami Troilitz i Wolferich Lazar Zalkind.

## Època de postguerra (1945 i posteriors)

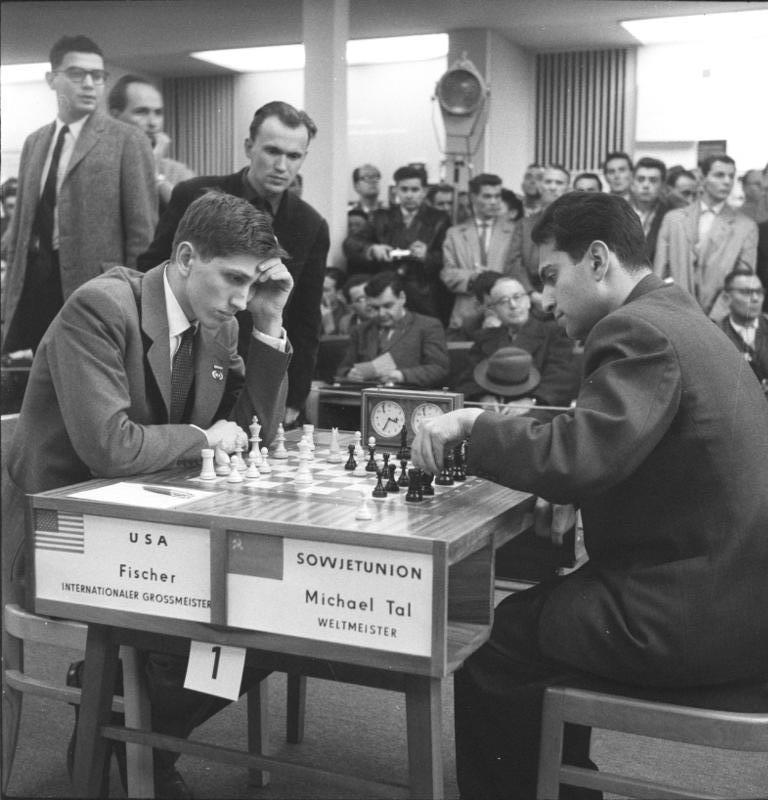
Bobby Fischer vs. Mikhail Tal

Després de la mort d'Alekhin, es va buscar un nou campió del món en un torneig de jugadors d'elit governat per la FIDE, que controlen el títol des de llavors, amb una única interrupció. El guanyador del torneig de 1948, el rus Mikhail Botvinnik, va inaugurar una era de domini soviètic en el món dels escacs. Fins al final de la Unió Soviètica, només hi havia un campió no soviètic, el nord-americà Bobby Fischer (campió 1972–75).
En l'anterior sistema informal, el Campió del Món va decidir quin desafiador jugaria pel títol i el desafiador es va veure obligat a buscar patrocinadors per al partit. La FIDE va establir un nou sistema de tornejos i partits de classificació. Els jugadors més forts del món van ser classificats en "torneigs interzonals ", on se'ls van unir jugadors que s'havien classificat dels "torneigs zonals". Els primers classificats d'aquestes Interzonals anirien a l'escenari de "Candidats", que inicialment era un torneig, després una sèrie d'eliminatòries. El guanyador dels Candidats jugaria llavors amb el vigent campió pel títol. Un campió derrotat en un partit tenia dret a jugar una represa un any després. Aquest sistema funcionava en un cicle de tres anys.
Botvinnik va participar en partits de campionat durant un període de quinze anys. Va guanyar el campionat del món el 1948 i va conservar el títol en partits empatats el 1951 i el 1954. El 1957, va perdre davant Vasily Smyslov, però va recuperar el títol en una represa el 1958. El 1960, va perdre el títol davant el prodigi letó Mikhail Tal, tàctic i jugador d'atac excel·lent. Botvinnik va tornar a recuperar el títol en una represa el 1961.
Després de l'esdeveniment de 1961, la FIDE va abolir el dret automàtic d'un campió destituït a una represa, i el següent campió, l'armeni Tigran Petrosian, un geni de la defensa i un jugador de posició fort, va poder mantenir el títol durant dos cicles, 1963–69. El seu successor, Boris Spassky de Rússia (1969-1972), va ser un jugador capaç de guanyar tant amb un estil tàctic de posicionament com agut.

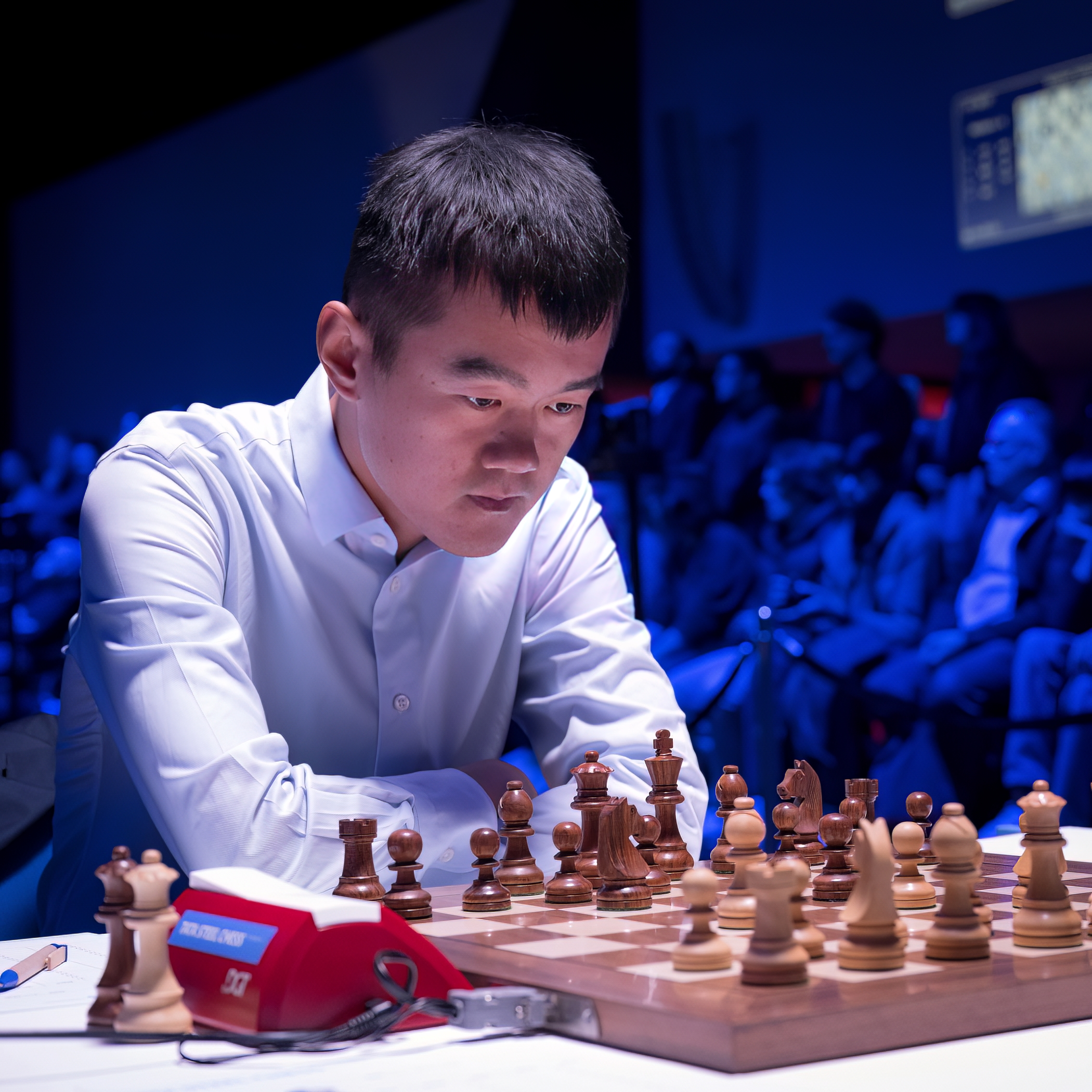
Actual campió del món Ding Liren

El següent campionat va veure el primer desafiador no soviètic des de la Segona Guerra Mundial, Bobby Fischer, que va derrotar els seus candidats oponents per marges inaudits i va guanyar el partit del campionat mundial. El 1975, però, Fischer es va negar a defensar el seu títol contra Anatoly Karpov soviètic quan la FIDE es va negar a satisfer les seves demandes, i Karpov va obtenir el títol per defecte. Karpov va defensar el seu títol dues vegades contra Viktor Korchnoi i va dominar la dècada de 1970 i principis de 1980 amb una sèrie d'èxits de torneig.
El regnat de Karpov va acabar finalment el 1985 de la mà d'un altre jugador rus, Garri Kasparov. Kasparov i Karpov van disputar cinc partits pel títol mundial entre 1984 i 1990; Karpov mai va recuperar el seu títol.
L'any 1993, Garry Kasparov i Nigel es van relacionar amb la FIDE per organitzar el seu propi partit pel títol i van formar una Associació Professional d'escacs (PCA) competidora. Des d'aleshores i fins al 2006, hi va haver dos Campions del Món i Campionats del Món simultàniament: el campió PCA o Clàssic ampliant la tradició Steinitziana en què l'actual campió juga un desafiador en una sèrie de molts partits; l'altre seguint el nou format de la FIDE de molts jugadors que competeixen en un torneig per determinar el campió. Kasparov va perdre el seu títol de clàssic l'any 2000 davant Vladimir Kramnik de Rússia.
A principis de 1999, Kasparov, com a campió del món vigent, va jugar un partit en línia contra l'equip mundial format per més de 50.000 participants de més de 75 països. Els moviments de l'equip mundial es van decidir per vot plural, i després de 62 jugades jugades durant quatre mesos, Kasparov va guanyar el partit.
El Campionat del Món d'escacs de la FIDE 2006 va reunir els títols, quan Kramnik va vèncer al campió del món de la FIDE Veselin Topalov i es va convertir en el campió del món indiscutible d'escacs. El setembre de 2007, Viswanathan Anand de l'Índia es va convertir en el següent campió en guanyar un torneig de campionat. L'octubre de 2008, Anand va conservar el seu títol, guanyant decisivament la represa contra Kramnik. Anand va conservar el seu títol fins al 2013, quan el va perdre davant Magnus Carlsen de Noruega. Carlsen va defensar el seu títol quatre vegades. No obstant això, va declinar defensar el seu títol al campionat del 2023, i així el va cedir al guanyador d'aquell partit, Ding Liren, actual campió del món. Des del 2020, els escacs en línia han experimentat un auge en popularitat a causa, en part, de la transmissió en directe per Internet.

## Canvis de regles
L'ofegat es considerava originàriament una forma inferior de victòria; en diversos moments s'ha considerat una victòria, un empat o fins i tot una derrota per al jugador que l'entrega. Des del segle xviii es considera correcte
La convenció que les blanques es mouen primer es va establir al segle XIX; abans, les blanques o les negres podien moure's primer.
Les regles d'enroc han variat, les variacions persisteixen a Itàlia fins a finals del segle xix.
Les regles relatives als empats per repetició i la regla dels cinquanta moviments s'han perfeccionat i ara requereixen una reclamació formal. El control perpetu ja no està inclòs a les regles dels escacs.
No hi ha hagut canvis recents en els moviments de les peces, però la redacció d'algunes regles s'ha canviat per a la claredat.
El torneig d'escacs de Londres de 1883 va introduir els rellotges d'escacs, creant una nova regla per a la pèrdua a temps.
D'acord amb la regla de no rebre assistència externa, si el telèfon mòbil o un altre dispositiu electrònic d'un jugador genera so, el jugador queda immediatament perdut. En els tornejos d'aficionats es demana als jugadors que entreguin els seus telèfons al director del torneig; en tornejos professionals se'ls pot obligar a passar per un detector de metalls.